# سام رايمي

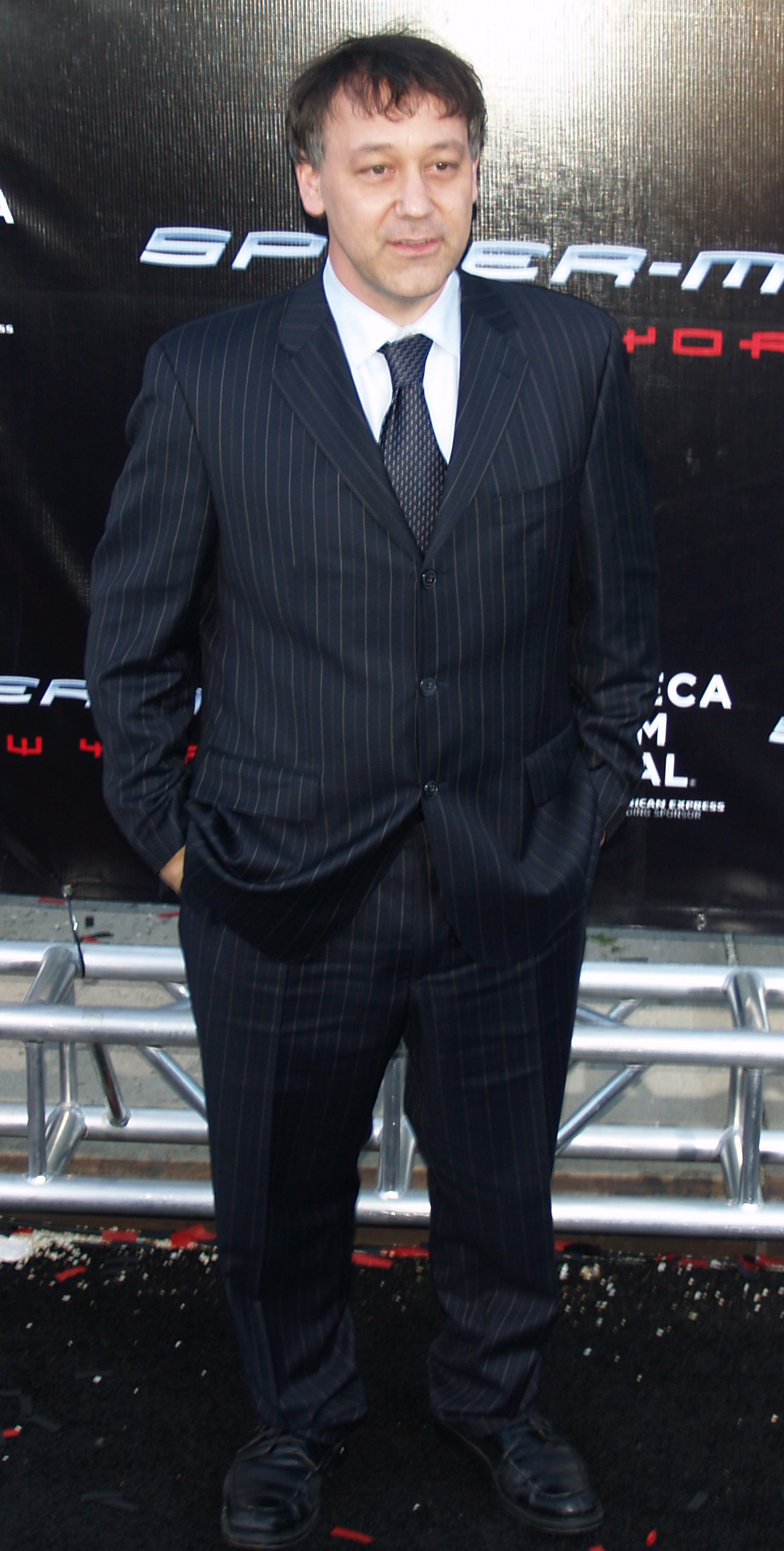
سام رايمي

سام رايمي (بالإنجليزية: Sam Raimi) اسمه الكامل صمويل مارشال رايمي (23 أكتوبر 1959 في ميشيغان) هو مخرج أفلام، ومنتج، وكاتب، وممثل أمريكي.

## حياته
ينتمي إلى عائلة يهودية بولونية، عندما هاجر جده إلى الولايات المتحدة الأمريكية غير لقب العائلة إلى اللقب الحالي رايمي. درس سام في جامعة ولاية ميشيغان وحصل على شهادة في الأدب الإنكليزي. سام هو الرابع في ترتيب إخوته الخمسة، له أخ أكبر هو إفان رايمي وآخر أصغر هو تيد رايمي والذي عمل معهم في كثير من الأحيان في مشاريع أفلام.
أعماله المعروفة هي إيفل ديد ورقصة الشيطان والرجل العنكبوت. يعمل سام في أغلب الأحيان مع صديقه الممثل الأمريكي بروس كامبل.

## فهرس الأفلام
مخرج
- 1977: إنها جريمة قتل
- 1978: آلية الساعة
- 1982: الشر الميت
- 1985: أكاديمية القاتل
- 1987: الشر الميت(الجزء الثاني)
- 1992: جيش الظلام (الشر الميت الجزء الثالث )
- 2002: الرجل العنكبوت
- 2009: إسحبني إلى الجحيم

ممثل
- 1985: جواسيس مثلنا
- 1985: لا يجب عليك أن تقتل، سوى...

## روابط خارجية
- سام رايمي على موقع IMDb (الإنجليزية)
- سام رايمي على موقع ميتاكريتيك (الإنجليزية)
- سام رايمي على موقع الموسوعة البريطانية (الإنجليزية)
- سام رايمي على موقع روتن توميتوز (الإنجليزية)
- سام رايمي على موقع مونزينجر (الألمانية)
- سام رايمي على موقع قاعدة بيانات الأفلام العربية
- سام رايمي على موقع ألو سيني (الفرنسية)
- سام رايمي على موقع ميوزك برينز (الإنجليزية)
- سام رايمي على موقع تيرنر كلاسيك موفيز (الإنجليزية)
- سام رايمي على موقع أول موفي (الإنجليزية)